# Diócesis de Brentwood
La diócesis de Brentwood (en latín: Dioecesis Brentvoodensis y en inglés: Roman Catholic Diocese of Brentwood) es una circunscripción eclesiástica de la Iglesia católica en el Reino Unido. Se trata de una diócesis latina, sufragánea de la arquidiócesis de Westminster. Desde el 14 de abril de 2014 su obispo es Alan Williams, de la Sociedad de María.

## Territorio y organización
La diócesis tiene 3967 km² y extiende su jurisdicción sobre los fieles católicos de rito latino residentes en Inglaterra en el condado de Essex, las autoridades unitarias de Southend-on-Sea y Thurrock, y los boroughs de Londres, Barking y Dagenham, Havering, Newham, Redbridge y Waltham Forest.
La sede de la diócesis se encuentra en la ciudad de Brentwood, en donde se halla la Catedral de Santa María y Santa Elena.
En 2022 en la diócesis existían 87 parroquias.

## Historia
La diócesis fue erigida el 20 de julio de 1917 mediante la bula Universalis Ecclesiae del papa Benedicto XV, obteniendo el territorio de la arquidiócesis de Westminster.
Desde 1985 la diócesis de Brentwood está hermanada con la diócesis de Dundee, en Sudáfrica.

## Estadísticas
Según el Anuario Pontificio 2023 la diócesis tenía a fines de 2022 un total de 240 658 fieles bautizados.
| Año                                                                             | Población            | Población | Población      | Sacerdotes | Sacerdotes    | Sacerdotes    | Bautizados por sacerdote | Diáconos permanentes | Religiosos | Religiosos | Parroquias |
| Año                                                                             | Bautizados católicos | Total     | % de católicos | Total      | Clero secular | Clero regular | Bautizados por sacerdote | Diáconos permanentes | Varones    | Mujeres    | Parroquias |
| ------------------------------------------------------------------------------- | -------------------- | --------- | -------------- | ---------- | ------------- | ------------- | ------------------------ | -------------------- | ---------- | ---------- | ---------- |
| 1950                                                                            | 82 260               | 1 759 210 | 4.7            | 154        | 94            | 60            | 534                      |                      | 80         | 642        | 57         |
| 1959                                                                            | 125 259              | 2 170 000 | 5.8            | 166        | 104           | 62            | 754                      |                      | 78         | 674        | 77         |
| 1969                                                                            | 173 875              | 2 800 000 | 6.2            | 207        | 143           | 64            | 839                      |                      | 88         | 700        | 89         |
| 1980                                                                            | 187 075              | 3 250 000 | 5.8            | 194        | 137           | 57            | 964                      | 3                    | 73         | 570        | 93         |
| 1990                                                                            | 200 500              | 2 500 000 | 8.0            | 170        | 115           | 55            | 1179                     | 7                    | 66         | 430        | 97         |
| 1999                                                                            | 202 874              | 2 659 000 | 7.6            | 153        | 110           | 43            | 1325                     | 8                    | 48         | 371        | 95         |
| 2000                                                                            | 202 870              | 2 659 000 | 7.6            | 156        | 114           | 42            | 1300                     | 8                    | 45         | 371        | 95         |
| 2001                                                                            | 207 074              | 2 659 000 | 7.8            | 154        | 113           | 41            | 1344                     | 8                    | 42         | 380        | 92         |
| 2002                                                                            | ?                    | 2 659 000 | ?              | 153        | 113           | 40            | ?                        | 8                    | 44         | 373        | 94         |
| 2003                                                                            | 218 942              | 2 703 054 | 8.1            | 149        | 110           | 39            | 1469                     | 9                    | 48         | 373        | 90         |
| 2004                                                                            | 222 719              | 2 710 000 | 8.2            | 150        | 110           | 40            | 1484                     | 8                    | 47         | 365        | 89         |
| 2006                                                                            | 230 700              | 2 758 000 | 8.4            | 153        | 115           | 38            | 1507                     | 10                   | 45         | 360        | 82         |
| 2012                                                                            | 225 700              | 2 789 000 | 8.1            | 154        | 106           | 48            | 1465                     | 11                   | 60         | 233        | 91         |
| 2015                                                                            | 248 635              | 2 850 000 | 8.7            | 148        | 100           | 48            | 1679                     | 14                   | 59         | 225        | 90         |
| 2018                                                                            | 236 929              | 2 852 200 | 8.3            | 165        | 107           | 58            | 1435                     | 14                   | 67         | 200        | 87         |
| 2020                                                                            | 238 530              | 2 871 475 | 8.3            | 155        | 105           | 50            | 1538                     | 14                   | 56         | 186        | 87         |
| 2022                                                                            | 240 658              | 2 898 548 | 8.3            | 150        | 102           | 48            | 1604                     | 17                   | 54         | 176        | 87         |
| Fuente: Catholic-Hierarchy, que a su vez toma los datos del Anuario Pontificio. |                      |           |                |            |               |               |                          |                      |            |            |            |

## Episcopologio

Alan Stephen Williams, obispo de Brentwood desde 2014

- Bernard Nicholas Ward † (20 de julio de 1917-21 de enero de 1920 falleció)
- Arthur Doubleday † (7 de mayo de 1920-23 de enero de 1951 falleció)
- George Andrew Beck, A.A. † (23 de enero de 1951 por sucesión-28 de noviembre de 1955 nombrado obispo de Salford)
- Bernard Patrick Wall † (30 de noviembre de 1955-14 de abril de 1969 retirado[nota 1])
- Patrick Joseph Casey † (2 de diciembre de 1969-12 de diciembre de 1979 renunció)
- Thomas McMahon (16 de junio de 1980-14 de abril de 2014 retirado)
- Alan Stephen Williams, S.M., desde el 14 de abril de 2014